# Skorstenständare

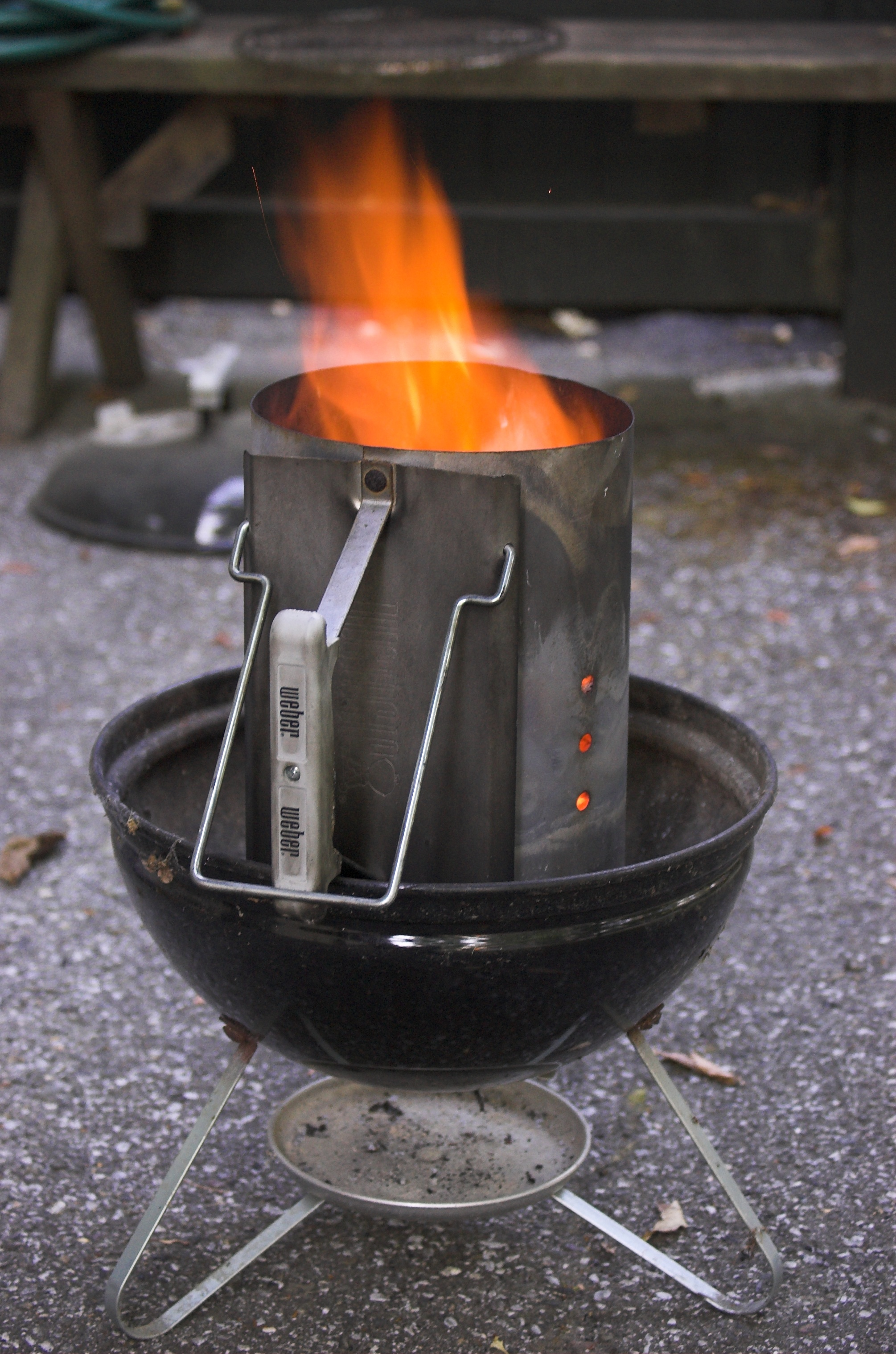
En skorstenständare.

Skorstenständare (även tändrör) är ett hjälpmedel för att utan tändvätska antända grillkol eller grillbriketter vid grillning. Skorstenständaren liknar ett rör med galler inuti och är försett med ett handtag. Det finns olika tekniker att antända grillkol och genom att använda skorstenständare undviks tändvätska. Användning av skorstenständare ger en jämn glöd.

## Användning
Precis som med det mesta finns det olika tekniker vid användning, den vanligaste tekniken vid användning av skorstenständare är att man helt enkelt tar bort gallret från grillen, häller ner briketterna i den övre delen av röret, ser till så att det inte ramlar ut och olika mycket briketter beroende på hur mycket du ska grilla. Man lägger sedan ett par tändkuber (tidningspapper funkar också) längst ner i röret och tänder dem med hjälp av små hål. Skorstenständaren placerar man ovanför träkuberna. Briketterna är klara efter en liten stund och då är det lämpligt att hälla ut dem i grillen. Briketterna är klara då de glöder.